# Cassipourea gossweileri
Cassipourea gossweileri là một loài thực vật có hoa trong họ Rhizophoraceae. Loài này được Exell mô tả khoa học đầu tiên năm 1928.